# Georg Ludwig Jochum
Georg Ludwig Jochum (ur. 10 grudnia 1909 w Babenhausen, zm. 1 listopada 1970 w Mülheim an der Ruhr) – niemiecki dyrygent.

## Życiorys
Brat Ottona i Eugena. Ukończył konserwatorium w Augsburgu, następnie studiował w Akademie der Tonkunst w Monachium u Josefa Pembaura (fortepian), Siegmunda von Hauseggera (dyrygentura) i Josepha Haasa (kompozycja). W latach 1932–1934 był dyrygentem miejskim w Münsterze. Od 1934 do 1937 roku pełnił funkcję pierwszego dyrygenta opery i koncertów miejskich we Frankfurcie nad Menem, a od 1937 do 1940 roku piastował analogiczne stanowisko w Plauen. W kolejnych latach był generalnym dyrektorem muzycznym w Linzu (1940–1945) i Duisburgu (1946–1958). Od 1943 roku organizował festiwale brucknerowskie w klasztorze Sankt Florian. Był także dyrektorem konserwatorium w Duisburgu. W latach 1948–1950 kierował orkiestrą Bamberger Symphoniker. Przez wiele lat związany był z orkiestrą RIAS w Berlinie Zachodnim. Gościnnie występował jako dyrygent w krajach Europy i Ameryki Południowej oraz w Japonii.